# تیمبر تریلز (کالیفرنیا)
تیمبر تریلز (به انگلیسی: Timber Trails) یک منطقهٔ مسکونی در ایالات متحده آمریکا است که در شهرستان کالاوراس، کالیفرنیا واقع شده‌است. تیمبر تریلز ۱٬۱۰۲ متر بالاتر از سطح دریا واقع شده‌است.